# 黑鲨科技
黑鲨科技（英語：Black Shark Corporation）是中国一家专注于生产和研发游戏智能手机的公司，由科技企业小米注资成立，酷派和华为等公司前员工共同组建而成。成立于2017年8月9日，总部位于中国江西省南昌市。首代产品推出于2018年4月13日。截至2019年，黑鲨科技共有员工198名。
黑鲨被小米集团定位为针对手游用户这一细分市场群体的智能手机品牌，专注于游戏体验和相关技术创新。产品由南昌黑鲨科技有限公司负责生产、研发和售后，对黑鲨科技进行注资和参股的小米集团负责相关供应链和技术的支持、以及相关系统软件的研发。黑鲨游戏手机在黑鲨官网及小米官网同步上架销售。
2020年1月20日，腾讯游戏与黑鲨宣布达成战略合作关系，并在2020年3月3日推出首款联名手机系列腾讯黑鲨游戏手机3。
2022年，曾传出腾讯收购黑鲨科技的消息，但收购案未果。2022年10月，随着小米集团放弃游戏手机业务，黑鲨的手机业务也随之终止，同时裁撤大量员工。目前，黑鲨仅保留散热背夹等配件业务，小米官网也已撤下与黑鲨相关的产品专区，相关配件虽保留产品页，但均无法购买。

## 产品
黑鲨科技的主要产品为黑鲨游戏手机系列及游戏配件。其产品除在黑鲨商城上架销售之外，也在小米商城中与小米手机和Redmi手机一同上架进行销售。但与小米和Redmi手机不同的是，黑鲨游戏手机不在小米之家及小米授权店销售，也不使用小米的客服及售后体系，客服、售后及公关团队均由黑鲨科技负责。
黑鲨游戏手机在每年3月推出正代机型，下半年则推出后续增強机型。均采用高通骁龙800系列处理器，对机身散热、网络性能、屏幕形态、游戏快捷操作等影响游戏体验的需求做出与普通手机不同的设计。

## 手机产品列表
以下是黑鲨科技发布的所有手机类产品列表，按照产品迭代和发布时间排序。
| 名称                  | 版本                    | 发布日期   | 手机型号      | SoC型号                    | 屏幕规格                                          | 存储                        | 相机参数                                                | 机身                                    | 安全识别                    | 售价                                                                      | 参考资料     |
| --------------------- | ----------------------- | ---------- | ------------- | -------------------------- | ------------------------------------------------- | --------------------------- | ------------------------------------------------------- | --------------------------------------- | --------------------------- | ------------------------------------------------------------------------- | ------------ |
| 黑鲨游戏手机          | 标准版                  | 2018-04-13 | SKR-A0        | 高通骁龙845 （SDM845）     | 5.99英寸18:9比例 2160*1080分辨率 LCD全面屏        | 6/8GB RAM 64/128GB ROM      | 2000万像素前置镜头 1200万+2000万像素后置双摄镜头        | 鋁合金一体式机身                        | PIN 前置指纹识别 AI人脸识别 | 2999（6GB/64GB） 3499（8GB/128GB）                                        | [ 7 ]        |
| 黑鲨游戏手机          | 竞技版                  | 2018-05-17 | SKR-A0        | 高通骁龙845 （SDM845）     | 5.99英寸18:9比例 2160*1080分辨率 LCD全面屏        | 8GB RAM 256GB ROM           | 2000万像素前置镜头 1200万+2000万像素后置双摄镜头        | 鋁合金一体式机身                        | PIN 前置指纹识别 AI人脸识别 | 3999                                                                      | [ 8 ]        |
| 黑鲨游戏手机Helo      | 标准版                  | 2018-10-23 | AWM-A0        | 高通骁龙845 （SDM845）     | 6.01英寸18:9比例 2160*1080分辨率 AMOLED全面屏     | 6/8GB RAM 128GB ROM         | 2000万像素前置镜头 1200万+2000万像素后置双摄镜头        | 鋁合金一体式机身 后盖中间部分为玻璃材质 | PIN 后置指纹识别 AI人脸识别 | 3199（6GB/128GB） 3499（8GB/128GB） 4199（10GB/256GB）                    | [ 9 ] [ 10 ] |
| 黑鲨游戏手机Helo      | 竞技版                  | 2018-10-23 | AWM-A0        | 高通骁龙845 （SDM845）     | 6.01英寸18:9比例 2160*1080分辨率 AMOLED全面屏     | 10GB RAM 256GB ROM          | 2000万像素前置镜头 1200万+2000万像素后置双摄镜头        | 鋁合金一体式机身 后盖中间部分为玻璃材质 | PIN 后置指纹识别 AI人脸识别 | 4199                                                                      | [ 9 ] [ 10 ] |
| 黑鲨游戏手机2         | 标准版                  | 2019-03-18 | SKW-A0        | 高通骁龙855 （SM8150）     | 6.39英寸19.5:9比例 2340*1080分辨率 AMOLED全面屏   | 6/8/12GB RAM 128/256GB ROM  | 2000万像素前置镜头 4800万+1200万像素后置双摄镜头        | 鋁合金一体式机身 后盖中间部分为玻璃材质 | PIN 屏幕指纹识别 AI人脸识别 | 3199（6GB/128GB） 3499（8GB/128GB） 3799（8GB/256GB） 4199（12GB/256GB）  | [ 11 ]       |
| 黑鲨游戏手机2 Pro     | 标准版                  | 2019-07-30 | DLT-A0        | 高通骁龙855+ （SM8150-AC） | 6.39英寸19.5:9比例 2340*1080分辨率 AMOLED全面屏   | 12GB RAM 128/256GB ROM      | 2000万像素前置镜头 4800万+1200万像素后置双摄镜头        | 鋁合金一体式机身 后盖中间部分为玻璃材质 | PIN 屏幕指纹识别 AI人脸识别 | 2999（12GB/128GB） 3499（12GB/256GB）                                     | [ 12 ]       |
| 黑鲨游戏手机2 Pro     | 标准版                  | 2019-09-12 | DLT-A0        | 高通骁龙855+ （SM8150-AC） | 6.39英寸19.5:9比例 2340*1080分辨率 AMOLED全面屏   | 12GB RAM 512GB ROM          | 2000万像素前置镜头 4800万+1200万像素后置双摄镜头        | 鋁合金一体式机身 后盖中间部分为玻璃材质 | PIN 屏幕指纹识别 AI人脸识别 | 3999                                                                      | [ 13 ]       |
| 腾讯黑鲨游戏手机3     | 标准版                  | 2020-03-03 | SHARK KLE-A0  | 高通骁龙865 （SM8250）     | 6.67英寸20:9比例 2400*1080分辨率 AMOLED全面屏     | 8/12GB RAM 128/256GB ROM    | 2000万像素前置镜头 6400万+1300万+500万像素后置三摄镜头  | 鋁合金一体式机身 后盖中间部分为玻璃材质 | PIN 屏幕指纹识别 AI人脸识别 | 3499（8GB/128GB） 3799（12GB/128GB） 3999（12GB/256GB）                   | [ 14 ]       |
| 腾讯黑鲨游戏手机3 Pro | 标准版                  | 2020-03-03 | SHARK MBU-A0  | 高通骁龙865 （SM8250）     | 7.1英寸19.5:9比例 3120*1440分辨率 AMOLED全面屏    | 8/12GB RAM 256GB ROM        | 2000万像素前置镜头 6400万+1300万+500万像素后置三摄镜头  | 鋁合金一体式机身 后盖中间部分为玻璃材质 | PIN 屏幕指纹识别 AI人脸识别 | 4699（8GB/256GB） 4999（12GB/256GB）                                      | [ 14 ]       |
| 腾讯黑鲨游戏手机3 Pro | 穿越火线尊享版          | 2020-03-27 | SHARK MBU-A0  | 高通骁龙865 （SM8250）     | 7.1英寸19.5:9比例 3120*1440分辨率 AMOLED全面屏    | 12GB RAM 512GB ROM          | 2000万像素前置镜头 6400万+1300万+500万像素后置三摄镜头  | 鋁合金一体式机身 后盖中间部分为玻璃材质 | PIN 屏幕指纹识别 AI人脸识别 | 5399                                                                      | [ 15 ]       |
| 腾讯黑鲨游戏手机3 Pro | 中国选手定制版          | 2020-05-12 | SHARK MBU-A0  | 高通骁龙865 （SM8250）     | 7.1英寸19.5:9比例 3120*1440分辨率 AMOLED全面屏    | 12GB RAM 256GB ROM          | 2000万像素前置镜头 6400万+1300万+500万像素后置三摄镜头  | 鋁合金一体式机身 后盖中间部分为玻璃材质 | PIN 屏幕指纹识别 AI人脸识别 | 5099                                                                      | [ 16 ]       |
| 腾讯黑鲨游戏手机3S    | 标准版                  | 2020-07-31 | SHARK KLE-A0  | 高通骁龙865 （SM8250）     | 6.67英寸20:9比例 2400*1080分辨率 AMOLED全面屏     | 12GB RAM 128/256/512GB ROM  | 2000万像素前置镜头 6400万+1300万+500万像素后置三摄镜头  | 鋁合金一体式机身 后盖中间部分为玻璃材质 | PIN 屏幕指纹识别 AI人脸识别 | 3999（12GB/128GB） 4299（12GB/256GB） 4799（12GB/512GB）                  | [ 17 ]       |
| 黑鲨4                 | 标准版                  | 2021-03-23 | SHARK PRS-A0  | 高通骁龙870 （SM8250-AC）  | 6.67英寸20:9比例 2400*1080分辨率 AMOLED挖孔全面屏 | 6/8/12GB RAM 128/256GB ROM  | 2000万像素前置镜头 4800万+800万+500万像素后置三摄镜头   | 磨砂塑料后盖 鋁合金中框                 | PIN 侧边指纹识别 AI人脸识别 | 2499（6GB/128GB） 2699（8GB/128GB） 2999（12GB/128GB） 3299（12GB/256GB） | [ 18 ]       |
| 黑鲨4                 | 标准版                  | 2021-06-03 | SHARK PRS-A0  | 高通骁龙870 （SM8250-AC）  | 6.67英寸20:9比例 2400*1080分辨率 AMOLED挖孔全面屏 | 8GB RAM 256GB ROM           | 2000万像素前置镜头 4800万+800万+500万像素后置三摄镜头   | 磨砂塑料后盖 鋁合金中框                 | PIN 侧边指纹识别 AI人脸识别 | 2999                                                                      | [ 19 ]       |
| 黑鲨4 Pro             | 标准版                  | 2021-03-23 | SHARK KSR-A0  | 高通骁龙888 （SM8350）     | 6.67英寸20:9比例 2400*1080分辨率 AMOLED挖孔全面屏 | 8/12/16GB RAM 256/512GB ROM | 2000万像素前置镜头 6400万+800万+500万像素后置三摄镜头   | 磨砂玻璃后盖 鋁合金中框                 | PIN 侧边指纹识别 AI人脸识别 | 3999（8GB/256GB） 4499（12GB/256GB） 5299（16GB/512GB）                   | [ 18 ]       |
| 黑鲨4S                | 标准版                  | 2021-10-13 | SHARK PRS-A0  | 高通骁龙870 （SM8250-AC）  | 6.67英寸20:9比例 2400*1080分辨率 AMOLED挖孔全面屏 | 8/12GB RAM 128/256GB ROM    | 2000万像素前置镜头 4800万+800万+500万像素后置三摄镜头   | 光刻纹理塑料后盖 鋁合金中框             | PIN 侧边指纹识别 AI人脸识别 | 2699（8GB/128GB） 2999（12GB/128GB） 3299（12GB/256GB）                   | [ 20 ]       |
| 黑鲨4S                | 高达限定版 自由高达系列 | 2021-10-13 | SHARK PRS-A0  | 高通骁龙870 （SM8250-AC）  | 6.67英寸20:9比例 2400*1080分辨率 AMOLED挖孔全面屏 | 12GB RAM 256GB ROM          | 2000万像素前置镜头 4800万+800万+500万像素后置三摄镜头   | 光刻纹理塑料后盖 鋁合金中框             | PIN 侧边指纹识别 AI人脸识别 | 3299                                                                      | [ 20 ]       |
| 黑鲨4S Pro            | 标准版                  | 2021-10-13 | SHARK KSR-A0  | 高通骁龙888+ （SM8350-AC） | 6.67英寸20:9比例 2400*1080分辨率 AMOLED挖孔全面屏 | 12/16GB RAM 256/512GB ROM   | 2000万像素前置镜头 6400万+800万+500万像素后置三摄镜头   | 光刻纹理玻璃后盖 鋁合金中框             | PIN 侧边指纹识别 AI人脸识别 | 4799（12GB/256GB） 5499（16GB/512GB）                                     | [ 20 ]       |
| 黑鲨5                 | 标准版                  | 2022-03-30 | SHARK PAR-A0  | 高通骁龙870 （SM8250-AC）  | 6.67英寸20:9比例 2400*1080分辨率 AMOLED挖孔全面屏 | 8/12GB RAM 128/256GB ROM    | 1600万像素前置镜头 6400万+1300万+200万像素后置三摄镜头  | 磨砂塑料后盖 鋁合金中框                 | PIN 侧边指纹识别 AI人脸识别 | 2799（8GB/128GB） 2999（12GB/128GB） 3299（12GB/256GB）                   | [ 21 ]       |
| 黑鲨5                 | 中国航天版              | 2022-03-30 | SHARK PAR-A0  | 高通骁龙870 （SM8250-AC）  | 6.67英寸20:9比例 2400*1080分辨率 AMOLED挖孔全面屏 | 12GB RAM 256GB ROM          | 1600万像素前置镜头 6400万+1300万+200万像素后置三摄镜头  | 磨砂塑料后盖 鋁合金中框                 | PIN 侧边指纹识别 AI人脸识别 | 3499                                                                      | [ 21 ]       |
| 黑鲨5                 | 高能版                  | 2022-08-17 | SHARK PAR-A0  | 高通骁龙870 （SM8250-AC）  | 6.67英寸20:9比例 2400*1080分辨率 AMOLED挖孔全面屏 | 8/12GB RAM 256GB ROM        | 1600万像素前置镜头 6400万+1300万+200万像素后置三摄镜头  | 磨砂塑料后盖 鋁合金中框                 | PIN 侧边指纹识别 AI人脸识别 | 2599（8GB/256GB） 2899（12GB/256GB）                                      | [ 22 ]       |
| 黑鲨5                 | 高能版 中国航天版       | 2022-08-17 | SHARK PAR-A0  | 高通骁龙870 （SM8250-AC）  | 6.67英寸20:9比例 2400*1080分辨率 AMOLED挖孔全面屏 | 12GB RAM 256GB ROM          | 1600万像素前置镜头 6400万+1300万+200万像素后置三摄镜头  | 磨砂塑料后盖 鋁合金中框                 | PIN 侧边指纹识别 AI人脸识别 | 3099                                                                      | [ 22 ]       |
| 黑鲨5 Pro             | 标准版                  | 2022-03-30 | SHARK KTUS-A0 | 高通骁龙8 Gen 1 （SM8450） | 6.67英寸20:9比例 2400*1080分辨率 AMOLED挖孔全面屏 | 8/12/16GB RAM 256/512GB ROM | 1600万像素前置镜头 10800万+1300万+500万像素后置三摄镜头 | 磨砂玻璃后盖 鋁合金中框                 | PIN 侧边指纹识别 AI人脸识别 | 4199（8GB/256GB） 4699（12GB/256GB） 5499（16GB/512GB）                   | [ 23 ]       |
| 黑鲨5 Pro             | 中国航天版至尊礼包      | 2022-03-30 | SHARK KTUS-A0 | 高通骁龙8 Gen 1 （SM8450） | 6.67英寸20:9比例 2400*1080分辨率 AMOLED挖孔全面屏 | 16GB RAM 512GB ROM          | 1600万像素前置镜头 10800万+1300万+500万像素后置三摄镜头 | 磨砂玻璃后盖 鋁合金中框                 | PIN 侧边指纹识别 AI人脸识别 | 5999                                                                      | [ 23 ]       |
| 黑鲨5 RS              | 标准版                  | 2022-03-30 | SHARK KSR-A0  | 高通骁龙888 （SM8350）     | 6.67英寸20:9比例 2400*1080分辨率 AMOLED挖孔全面屏 | 8GB RAM 256GB ROM           | 2000万像素前置镜头 6400万+800万+500万像素后置三摄镜头   | 磨砂玻璃后盖 鋁合金中框                 | PIN 侧边指纹识别 AI人脸识别 | 3299                                                                      | [ 23 ]       |
| 黑鲨5 RS              | 标准版                  | 2022-03-30 | SHARK KSR-A0  | 高通骁龙888+ （SM8350-AC） | 6.67英寸20:9比例 2400*1080分辨率 AMOLED挖孔全面屏 | 12GB RAM 256GB ROM          | 2000万像素前置镜头 6400万+800万+500万像素后置三摄镜头   | 磨砂玻璃后盖 鋁合金中框                 | PIN 侧边指纹识别 AI人脸识别 | 3799                                                                      | [ 23 ]       |

## 系统界面
黑鲨品牌手机在发售之初采用基于酷派手机系统固件进行开发的JOYUI。虽可在系统中登录小米帐号，但手机数据均不与小米和Redmi手机共通，也不搭载任何云服务，招致一部分用户的批评。2019年10月15日，MIUI团队宣布与黑鲨达成合作，将在黑鲨JOYUI 11中集成MIUI 11的核心功能，黑鲨游戏手机3系列成为第一款原生搭载这一系统固件的手机。JOYUI 11与MIUI11的界面、功能、铃声库、操作和设置项完全相同，但JOYUI 11添加了部分与游戏相关的UI元素和功能。

## 特色功能

### 游戏模式快捷按键
黑鲨游戏手机均配备独立的游戏模式开启按键，官方称之为“shark键”。将按键拨至开启状态后，将自动清理系统后台，并且开启游戏光效，进入已安装游戏列表。界面上方将显示一系列和游戏相关的快捷功能，游戏玩家可针对自身需要进行开启。

### 游戏灯效
黑鲨游戏手机均在背面LOGO处设置“S”形的炫彩呼吸灯组，玩家可根据自身需要选择开启或关闭。

### 智能助手
黑鲨游戏手机在系统固件升级至JOYUI 11后，将采用基于MIUI深度定制的系统固件。在MIUI中提供的智能语音助理“小爱同学”也将一并提供。用户可进入相关系统设置，实现语音唤醒“小爱同学”，也可设定成按压电源键0.5秒唤出。在JOYUI 12.5后，替换为自家智能助手“鲨鲨酱”。

## 发展
黑鲨第一代产品发布时，在智能手机同质化的市场下曾引发不少关注并收获好评，“游戏手机”这时也被业界视为新方向，但该方向未能持续良好发展。2022年10月，黑鲨因成本压力大幅裁员。截至2023年1月11日，消息称黑鲨团队在多轮裁员后，已自2022年8月的一千余人减少至一百余人，仅保留少数部门。該公司還拖欠裁员补偿。